# Synagoge (Edesheim)
Die Synagoge in Edesheim wurde nach 1830 in der Luitpoldstraße 22, in einem von der jüdischen Gemeinde gekauften Gebäude, eingerichtet. Ab 1925 wurde die Synagoge nur noch sporadisch genutzt und 1931 verkauft. Das Gebäude wurde mehrfach umgebaut und wird heute als Nachtlokal genutzt.

## Synagoge
Eine Synagoge war bereits 1815 in der Gemeinde vorhanden. Sie befand sich in der Staatsstraße 36. Diese Gebäude ist heute noch erhalten.  1830 war die Synagoge für die stark gewachsene jüdische Gemeinde zu klein geworden. Die jüdische Gemeinde kaufte 1830 ein Gebäude in der Luitpoldstraße 22 und baute dieses zu einer Synagoge um. Der Betsaal befand sich im Obergeschoss. Im Erdgeschoss befand sich die Wohnung des Lehrers sowie die Schule. Ab 1925 wurde die Synagoge nur noch sporadisch für Gottesdienste genutzt, da die Zahl der Gemeindemitglieder stark zurückgegangen war. 1931 wurde sie dann an einen Privatmann verkauft. Bei den Novemberpogromen 1938 blieb das Gebäude unbehelligt. In den folgenden Jahren wurde das Gebäude mehrfach umgebaut und zu verschiedenen Zwecken genutzt. Seit 1962 befindet sich in dem Gebäude ein Nachtlokal. Einzige noch erkennbare Hinweise auf die Verwendung als Synagoge sind die noch heute erhaltenen Rundbogenfenster im Obergeschoss sowie die Flachbogenfenster im Erdgeschoss des Gebäudes. Die Inschrift über dem ehemaligen Portal wurde bei den Umbaumaßnahmen entfernt.

## Jüdische Gemeinde Edesheim
Vermutlich hielten sich bereits in der Mitte des 17. Jahrhunderts Juden in dem Gebiet von Edesheim auf. Erste Belege stammen von 1775. Bis Mitte des 19. Jahrhunderts stieg die Zahl der Mitglieder der jüdischen Gemeinde an, bis diese durch Auswanderungen stark zurückging. Bereits in den 1920er Jahren wurde das für die Durchführung des Gottesdienstes benötigte Minjan nicht mehr erreicht und die Gemeinde wurde der jüdischen Gemeinde in Edenkoben angegliedert. Die Gemeinde verfügte über eine Religionsschule und eine Mikwe. Zeitweise war ein eigener Religionslehrer angestellt, der auch die Aufgaben des Vorbeters und Schochet innehatte. Die Verstorbenen wurden auf dem jüdischen Friedhof Essingen beigesetzt. Im Oktober 1940 wurden die letzten verbliebenen jüdischen Einwohner im Zuge der sogenannten Wagner-Bürckel-Aktion in das französische Internierungslager Gurs deportiert.